# Phalanx (videogioco)
Phalanx è un videogioco del 1991 sviluppato da Zoom per Sharp X68000. Lo sparatutto è stato convertito da Kemco per Super Nintendo Entertainment System e successivamente per Game Boy Advance. Un remake del titolo è stato distribuito in Giappone tramite WiiWare.
Phalanx è presente come minigioco all'interno di Zero Divide, sviluppato dalla stessa azienda.